# Mijaíl Aleksándrovich Stajóvich
Mijaíl Aleksándrovich Stajóvich (en ruso: Михаи́л Алекса́ндрович Стахо́вич; Gobernación de Oriol, 20 de enero de 1861 - Aix-en-Provence, 23 de septiembre de 1923) fue un político ruso.
Stajóvich fue elegido para la Duma Imperial de Rusia en 1906 como Octubrista y de nuevo para la segunda Duma en 1907, liderando el Partido de Renovación Pacífica.
Fue designado Gobernador General de Finlandia por el Gobierno provisional ruso el 20 de marzo de 1917 después de que el cargo fuera rechazado por Vladímir Dmítrievich Nabókov entre otros. Dimitió el 17 de septiembre. 
Después del puesto de Gobernador General, Stajóvich fue elegido embajador en Madrid pero nunca alcanzó la destinación antes de la Revolución de Octubre.
Stajóvich murió en el exilio en Aix-en-Provence, Francia en 1923. Fue enterrado en el Cementerio Ruso de Sainte-Geneviève-des-Bois, en los suburbios al sur de París. 

## Condecoraciones
- Orden de Santa Ana, 2ª clase[4]
- Orden de San Vladimir, 3ª clase